# Evangelos Zappas
Evangelos Zappas (en griego: Ευαγγέλης/Ευάγγελος Ζάππας, también Evangelis), (Labovo, Imperio otomano, actual Albania, 23 de agosto de 1800 - Broşteni, Ialomiţa, Rumanía, 19 de junio de 1865) fue un patriota, empresario y filántropo griego. 
A los 13 años abandonó su aldea y se alistó como mercenario en el ejército de Alí Pashá de Yánina. Entre 1821 y 1830 luchó con los patriotas griegos en la Guerra de independencia de Grecia. Al retirarse de la milicia, adquirió tierras en Rumanía que explotó agrícolamente, con lo que consiguió amasar una fortuna.
Se le reconoce como uno de los fundadores de los Juegos Olímpicos, puesto que patrocinó los Juegos Olímpicos de 1859, 1870 y 1875, los conocidos como Juegos Olímpicos de Zappas, precedentes de los celebrados bajo el auspicio del Comité Olímpico Internacional.